# أبو البراء أحمد
أحمد زرابيب المدعو أبو البراء أحمد، (1963-2006)، مسؤول اللجنة القضائية والشرعية في المنطقة الثانية التابعة للجماعة الإسلامية المسلحة، وعضو مؤسس للجماعة السلفية للدعوة والقتال ورئيس الهيئة القضائية والشرعية وعضو مجلس الأعيان في الجماعة السلفية للدعوة والقتال.

## النشأة
ولد سنة 1963، بمدينة بودواو الواقعة في ولاية بومرداس 40 كلم شرق العاصمة، نشأ وترعرع بمسقط رأسه وبعد إنهائه دراسته الثانوية عمل خطيباً في بعض مساجد بودواو، كما كان يلقي دروساً ومواعظ في مساجد أخرى.

## بداية نشاطه
كان أبو البراء أحمد متعاطفاً مع الجبهة الإسلامية للإنقاذ الجزائرية وكان مواظبا على العمل الدعوي السلمي إلا أن تطورت الأحداث آنذاك جعلته يدخل فيما يسمى بـ «العمل السري»، وكان حينها تابعاً لإحدى خلايا «تنظيم الشيخ الملياني»، فعمل مدة على هذا النحو.
ثم جاءت حملة الاعتقالات التي طالت أنصار ومناضلي الجبهة الإسلامية للإنقاذ بعد أحداث جوان 1991 الدامية، فأُعتقل أبو البراء أحمد للمرة الأولى وأُخذ إلى السجن العسكري بـ "البليدة"، وقد دام هذا الاعتقال 50 يوماً، أُخرج بسبب مرض وقع به وشُفي بعد الخروج بمدة وجيزة، ثم أُعيد اعتقاله مرة أخرى بشهور وأُخذ إلى ثكنة القوات البحرية رفقة أحد العائدين من أفغانستان ومكثوا أياماً قلائل ثم أُطلق سراحهم.
وظلت وتيرة الأحداث على هذا النحو، اضطراب متواصل وحملة اعتقال مستمرة، فقرر حينها الدخول في مرحلة التخفي وعدم الظهور والعمل بسرية تامة.
وفي أحد الأيام - وأثناء مهمة تابعة للخلية والتنظيم - نزل أبو البراء أحمد أحد المأوى، فحوصر في آخر ذلك اليوم وأُخذ إلى التحقيق، ومنه إلى سجن البليدة العسكري هنالك وجد جُل الخلية قد قُبض عليها، فعرف حينها أن الأمر قد انكشف، فوجهت لهم عدة تهم، على رأسها؛ التخطيط لتشكيل تنظيم مُسلح ومحاولة قلب النظام بالقوة والسلاح، وحُكم عليه بسبب ذلك ثلاث سنوات سجن، قضاها.

## صعوده للجبل
بعد خروجه من السجن سنة 1994 التحق أبو البراء أحمد مباشرة بخليته القديمة، التي بدأ معها التحضير والإعداد للعمل الجهادي، وكانت تابعة لـ «كتيبة الفتح»، الواقعة بولاية «بومرداس» وكانت تنشط هذه الكتيبة عبر ولايتين، جزء من ولاية العاصمة وولاية «بومرداس» كلها بالتقريب.
وبعد التحاقه بمعاقل الجماعة الإسلامية المسلحة عُين أبو البراء أحمد مسؤول اللجنة القضائية واللجنة الشرعية للمنطقة الثانية تحت إمرة حسان حطاب إلى غاية سنة 1998 حيث انشقت المنطقة الثانية مع المناطق الأخرى عن الجماعة الإسلامية المسلحة بسبب انحرافها وخروجها عن المنهج لتتشكل بعدها الجماعة السلفية للدعوة والقتال.
في يوم الجمعة 23 أبريل / نيسان 1999 عُين أبو البراء أحمد رئيساً للهيئة القضائية والشرعية للجماعة السلفية للدعوة والقتال خلفاً لِـ عبد المجيد ديشو المدعو (أبو مصعب عبد المجيد) الذي عُين أميراً على للجماعة السلفية للدعوة والقتال، وبقي أبو البراء في منصبه على رأس الهيئة القضائية والشرعية للتنظيم إلى غاية مقتله في بداية 2006 حيث خلفه المدعو (أبي الحسن رشيد البُليدي).

## مهامه على رأس الهيئة القضائية والشرعية
بحسب ميثاق الجماعة السلفية للدعوة والقتال فإن مهام وصلاحيات أبو البراء أحمد في التنظيم هي:
1. يتم تعيينه من طرف أمير الجماعة السّلفيّة، ولا يتم عزله إلا بالرجوع إلى مجلس الأعيان.
2. يكون القاضي مستقلا في مباشرة مهامه.
3. إذا رفعت إليه مظلمة ضد أمير الجماعة السّلفيّة فله مراجعتها مع مجلس الأعيان لرد المظلمة لصاحبها، وإذا لم يمكن ذلك إلا بإحضاره للقضاء أحضر من طرف مجلس الأعيان والقاضي.
4. يستدعي القاضي المتخاصمين بالاستعانة بأمير الجماعة السّلفيّة.
5. له حق عزل قضاة المناطق، أمّا تعيينهم فيتم من طرف أمراء المناطق.
6. أحكامه نافذة.[8]

## مقتله
في مساء الثلاثاء 17 يناير / كانون الثاني 2006 قُتل أبو البراء أحمد وقد كان برفقته أربعة مسلحين آخرين، اثنان منهم أصيبا بجروح إثر اشتباك مسلح لحظة وقوع المسلحين في كمين للجيش الجزائري في الجبال المتاخمة لمدينة توجة ببجاية (280 كلم شرق العاصمة).
في 28 يناير / كانون الثاني 2006 أصدرت اللجنة الإعلامية للجماعة السلفية للدعوة والقتال بيانا نعت فيه قاضيها الشرعي حيث قالت إنه «نجم انطفأ بعد أن أضاء في سماء الجهاد بالجزائر» وواصل البيان «لقد كان الشيخ علما بارزا من أعلام الدعوة والجهاد على أرض الجزائر، عرف عنه حبه للعلم والعمل به»، وأضاف البيان بأن مقتل «القاضي الشرعي، جاء بعد رحلة طويلة مليئة بالتضحية والبذل» واختتمت اللجنة الإعلامية بيانها بتعزية «الأمة الإسلامية بفقدان هذا الشيخ المجاهد والعالم العامل في زمن أصبح الناس فيه أحوج ما يكون إلى العلماء المجاهدين، ممن يقرنون القول بالعمل ويلتحقون بثغور الجهاد التي افتقدتهم لأزمان طويلة» بحسب تعبير البيان
دائما.